# Erardo Cóccaro
Erardo Cóccaro, vollständiger Name Erardo José Cóccaro, (* 20. Januar 1961 in Montevideo oder Dolores) ist ein ehemaliger uruguayischer Fußballspieler und Trainer.

## Karriere

### Spielerlaufbahn

#### Verein
Mittelfeldakteur Cóccaro, dessen Nachname auch in der Schreibweise Cócaro geführt wird, stand von 1981 bis 1988 im Kader des uruguayischen Erstligisten Club Atlético Progreso. In der Spielzeit 1988/89 absolvierte er sechs Ligaspiele (kein Tor) für den argentinischen Verein Gimnasia y Esgrima La Plata. Auch soll er in den Jahren 1988 bis 1989 beim Club Atlético Peñarol unter Vertrag gestanden haben. Allerdings wird er weder 1988 noch 1989 im Kader der „Aurinegros“ geführt. 1990 folgte ein Engagement bei Bella Vista. Dort wurde er mit der Mannschaft in jenem Jahr Uruguayischer Meister. Für das Jahr 1991 kehrte er nochmals zu Progreso zurück.

#### Nationalmannschaft
Cóccaro war Mitglied der A-Nationalmannschaft Uruguays. Mit dieser nahm er an der Copa América 1987 teil und gewann den Titel. Im Verlaufe des Turniers wurde er jedoch nicht eingesetzt.

#### Erfolge
- Copa América: 1987
- Uruguayischer Meister: 1990

### Trainertätigkeit

#### Junioren- / Reservemannschaften
Nach der aktiven Karriere war er in diversen uruguayischen Vereinen als Jugendtrainer tätig. Als solcher wirkte er 1995, 2003 bis 2004, 2007 bis Mitte 2008 und erneut 2009 bei Progreso. Überdies war er in den Jahren 2000 und 2006 in dieser Funktion bei Peñarol aktiv. 2005 trainierte er die Jugend des Club Atlético Rentistas, im ersten Halbjahr 2009 diejenige des Liverpool FC. Beim Liverpool FC hatte er am 7. Januar 2009 in Nachfolge des nach Honduras gewechselten Gustavo Faral das Team der „Cuarta División“ übernommen. Mindestens im Jahr 2014 war er Trainer der U-16 Bella Vistas.

#### Profimannschaften
Auch im Seniorenbereich trat er als Trainer in Erscheinung. Von 1996 bis Mitte 1997 coachte er die Mannschaft Progresos. Später betreute er – eigentlich im Jahr 2000 für die „Formativas“ des Klubs verantwortlich – im 1. Meisterschaftsfinalspiel der Saison 2000 Peñarol bei der 0:1-Niederlage gegen Nacional Montevideo am 7. Dezember 2000, während im Rückspiel mit Julio César Ribas wieder der etatmäßige Trainer der Jahre 1999 bis 2001 dort auf der Bank saß. Bei Progreso hatte er erneut von Mitte 2003 bis 2004 sowie ab Juli 2007 die Cheftrainerrolle inne.
Am 8. August 2013 wurde vermeldet, dass er das Traineramt beim Zweitligisten Canadian Soccer Club übernommen habe. Das Engagement endete Anfang November jenes Jahres mit seinem Rücktritt nach einer Niederlage gegen Central Español.